# Standardizovaný moment
Standardizovaný moment je v matematické statistice jednou z charakterstik pravděpodobnostního rozdělení.
Je variantou centrálního momentu, nezávislou na škále.

## Definice
K-tý standardizovaný moment je definován vzorcem
{\displaystyle \mu _{k,st}={\frac {\mu _{k}}{\sigma ^{k}}}},
kde {\displaystyle \mu _{k}} je k-tý centrální moment a {\displaystyle \sigma } je směrodatná odchylka.
První standardizovaný moment je vždy roven nule, druhý standardizovaný moment je roven vždy jedné.
Třetí a čtvrtý standardizovaný moment se nazývají šikmost a špičatost.

## Vlastnosti
Standardizovaný moment je invariantní k posunu a násobení konstantou:
{\displaystyle \mu _{k,st}\left(X+c\right)=\mu _{k,st}(cX)=\mu _{k,st}(X)}